# Concursul Muzical Eurovision Junior 2004
Concursul Muzical Eurovision Junior 2004 a fost a 2-a ediție a Concursului Muzical Eurovision Junior. A avut loc la Lillehammer (Norvegia) pe data de 26 Noiembrie 2004. Câștigătoarea ediției din 2004 a concursului este Maria Isabel (171 puncte) reprezentând Spania.

## Rezultate
|    | Țara                | Artist                               | Cântec                    | Locul | Puncte |
| -- | ------------------- | ------------------------------------ | ------------------------- | ----- | ------ |
| 01 | Grecia              | Secret Band                          | O Palios Mou Eaftos       | 09    | 48     |
| 02 | Malta               | Young Talent Team                    | Power Of A Song           | 12    | 14     |
| 03 | Țările de Jos       | Klaartje și Nicky                    | Hij Is Een Kei            | 11    | 27     |
| 04 | Elveția             | Demis Mirarchi                       | Birichino                 | 16    | 4      |
| 05 | Norvegia            | @lek                                 | En stjerne skal jeg bli   | 13    | 12     |
| 06 | Franța              | Thomas                               | Si On Voulait Bien        | 06    | 78     |
| 07 | Republica Macedonia | Martina Siljanovska                  | Zabava                    | 07    | 64     |
| 08 | Polonia             | KWADro                               | Łap Życie                 | 17    | 3      |
| 09 | Cipru               | Marios Tofis                         | Onira                     | 08    | 61     |
| 10 | Belarus             | Egor Volcek                          | Speavaițe Sa Mnoiu        | 14    | 9      |
| 11 | Croația             | Nika Turković                        | Hej Mali                  | 03    | 126    |
| 12 | Letonia             | Mārtiņš Tālbergs și C-Stones Juniors | Balts Vai Melns           | 17    | 3      |
| 13 | Regatul Unit        | Cory Spedding                        | The Best Is Yet To Come   | 02    | 140    |
| 14 | Danemarca           | COOL KIDS                            | Pigen er min              | 05    | 116    |
| 15 | Spania              | María Isabel                         | Antes Muerta Que Sencilla | 01    | 171    |
| 16 | Suedia              | Limelights                           | Varför jag?               | 15    | 8      |
| 17 | Belgia              | Free Spirits                         | Accroche-Toi              | 10    | 37     |
| 18 | România             | Noni Răzvan Ene                      | Îți Mulțumesc             | 04    | 123    |